# Gymnuridae
Gymnuridae – monotypowa rodzina chrzęstnoszkieletowych z rzędu orleniokształtnych (Myliobatiformes). Ryby z tej rodziny określane są nazwą „płaszczki-motyle”.

## Rozmieszczenie geograficzne
Do rodziny należą gatunki występujące w wodach oceanów – Atlantyckiego, Indyjskiego i Spokojnego.

## Cechy charakterystyczne
Ciało silnie spłaszczone, krótkie. Ogon krótki. Płetwy piersiowe bardzo szerokie (stąd nazwa motyle), połączone z głową. Długość ciała do 400 cm; masa ciała (największa opublikowana) 60 kg.

## Systematyka
Rodzaj zdefiniował w 1823 roku niemiecki botanik i zoolog Johan Coenraad van Hasselt w artykule będącym przedrukiem listu van Hasselta do Temmincka opublikowanym w czasopiśmie Algemeene Konst- en Letter-bod. Gatunkiem typowym jest (oznaczenie monotypowe) G. micrura.

### Etymologia
- Uroxys: gr. ουρα oura ‘ogon’[13]; οξυς oxus ‘ostry, spiczasty’[14]. Gatunek typowy (oznaczenie monotypowe): Raja maclura Lesueur, 1817 (= Raja altavela Linnaeus, 1758).
- Gymnura: gr. γυμνος gumnos ‘goły, nagi’; ουρα oura ‘ogon’[15].
- Pteroplatea: gr. πτερον pteron ‘skrzydło, płetwa’[16]; πλατυς platus ‘szeroki’[17]. Gatunek typowy (późniejsze oznaczenie monotypowe): Raja altavela Linnaeus, 1758[18].
- Aetoplatea: gr. αετος aetos ‘gatunek płaszczki’[19]; πλατυς platus ‘szeroki’[17]. Gatunek typowy (oznaczenie monotypowe): Aetoplatea tentaculata Valenciennes, 1841.
- Phanerocephalus: gr. φανερος phaneros ‘widoczny, otwarty’, od φαινω phainō ‘pokazać, ukazać’[20]; -κεφαλος -kephalos ‘-głowy’, od κεφαλη kephalē ‘głowa’[21]. Gatunek typowy (oznaczenie monotypowe): Phanerocephalus ellioti Gratzianov, 1906 (nomen dubium).

### Podział systematyczny
Do rodziny należy jeden rodzaj z następującymi występującymi współcześnie gatunkami:
- Gymnura altavela (Linnaeus, 1758) – ptaszyca[22]
- Gymnura australis (Ramsay & Ogilby, 1886)
- Gymnura crebripunctata (Peters, 1869)
- Gymnura hirundo (Lowe, 1843)
- Gymnura japonica (Temminck & Schlegel, 1850) – ptaszyca japońska[23]
- Gymnura lessae Yokota & Carvalho, 2017
- Gymnura marmorata (Cooper, 1864)
- Gymnura micrura (Bloch & Schneider, 1801)
- Gymnura natalensis (Gilchrist & Thompson, 1911)
- Gymnura poecilura (Shaw, 1804)
- Gymnura sereti Yokota & Carvalho, 2017
- Gymnura tentaculata (Valenciennes, 1841)
- Gymnura zonurus (Bleeker, 1852)

Opisano również gatunki wymarłe:
- Gymnura delpiti Cappetta, 1984[24] (Afryka; eocen)
- Gymnura grootaerti Herman, 1984[25] (Europa; eocen)
- Gymnura hovestadti Herman, 1984[26] (Europa; eocen)
- Gymnura laterialata Werner, 1989[27] (Afryka; kreda)
- Gymnura transita Averianov & Udovitshenko, 1993[28]